# Mujina

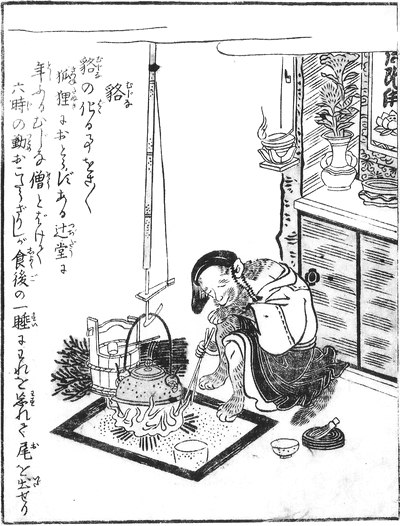
Verwandelter Mujina aus Sekiens Konjaku Gazu Zoku Hyakki.

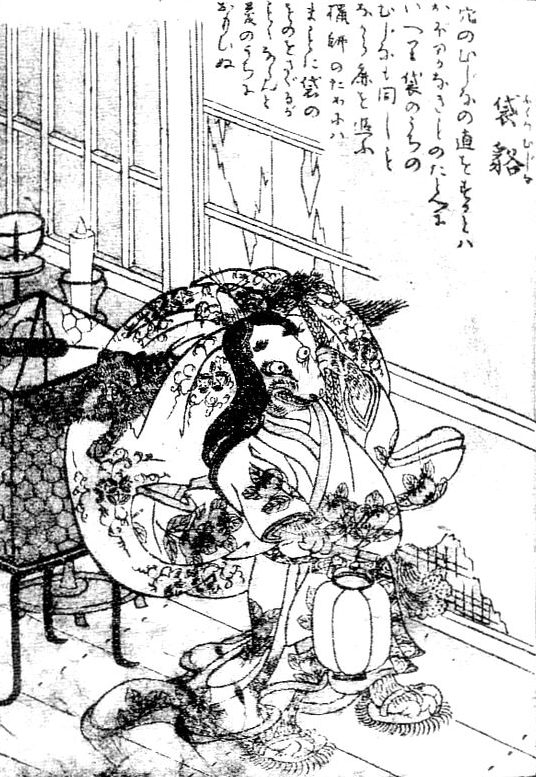
Ein Fukuro-mujina, wie er in Sekiens Gazu Hyakki Tsuretsure Bukuro erscheint.

Mujina (jap. 貉; dt. „Dachs“) ist der Name eines fiktiven Wesens des japanischen Volksglaubens, das als verwandlungskundiger Yōkai beschrieben und als sprichwörtlicher Frechdachs dargestellt wird. Ein weiterer Name für das Wesen ist Kabukiri-kozō (かぶきり小僧).

## Beschreibung
Der Mujina wird gewöhnlich als anthropomorphes Dachs-Mensch-Wesen beschrieben, das der Legende nach gerne und oft seine Gestalt verändert, um ahnungslose Wanderer zu täuschen oder zum Glücksspiel zu verführen. Häufig soll er die Gestalt eines Mönchs annehmen, um dann für Almosen zu singen und so dem Getäuschten sein Geld oder eine ausgiebige Mahlzeit abzuschnorren. In anderen Fällen soll er in Mönchs- oder Bettlergestalt irgendwo auf Feldwegen oder in Eingängen zu Tempeln und Schreinen Nickerchen halten und Leuten den Weg versperren. Egal, wie oft man ihn aufzuwecken versucht, entweder erweise es sich als zwecklos, oder er schlafe sofort wieder ein. Dem Mujina soll es allerdings nicht immer zum Vorteil gereichen, dass er gerne schläft: im Schlafzustand würde nicht selten sein Verwandlungszauber nachlassen und seine buschige Dachsrute zum Vorschein kommen.

## Hintergründe
Das japanische Wort Mujina bezeichnet eigentlich die Tierart Japanischer Dachs (Meles anakuma), die in Japan regional auch als Anaguma (jap. 穴熊) bekannt ist. Der mythologische Mujina hingegen steht gemäß der japanischen Folklore dem Tanuki sehr nahe, einem weiteren verwandlungskundigen Yōkai. Nicht selten werden beide Wesen sowohl vom Namen her als auch mythologisch miteinander verwechselt, weil sich ihre Fähigkeiten und Verhaltensweisen sehr ähneln sollen.
Eine der frühesten Erwähnungen des Mujina erschien um 720 in dem Werk Nihonshoki (jap. 日本紀, dt. „Chronik Japans“; herausgegeben von Prinz Toneri-shinnō). Dort wird das Wesen an zwei Stellen erwähnt, zum einen in der Beschreibung für das Jahr 58, in der berichtet wird, dass der Hund eines Mannes namens Mika-so einen Mujina totgebissen habe, in dessen Magen ein wertvolles Juwel gefunden worden sei. Das Juwel sei dem Tennō übergeben worden und würde im Ise-Schrein aufbewahrt. Die zweite Erscheinung wird für das Jahr 727 überliefert: Ein Mujina sei in der Provinz Michinoku erschienen, habe sich in einen Menschen verwandelt und gesungen.
Der Gelehrte und Autor Toriyama Sekien beschreibt den Mujina in seinem Sammelband Konjaku Gazu Zoku Hyakki (jap. 今昔画図続百鬼; dt. Bilderbuch der 100 Dämonen von einst und jetzt) aus dem Jahr 1779 als begabten Trickster, der zu seiner verräterischen Tiergestalt zurückkehrt, nachdem er ausgiebig gegessen hat und eingenickt ist. Auch Sekien weist auf Mujinas Ähnlichkeit mit dem Tanuki hin und vergleicht ergänzend Mujinas Fähigkeiten mit denen des Kitsune. Daneben präsentiert Sekien in seinem Sammelband Gazu Hyakki Tsuretsure Bukuro (画図百鬼徒然袋; 100 Geister im Handgepäck) von 1784 noch eine besondere Form des Mujina: den Fukuro-mujina (袋貉, „Beutel-Dachs“). Dieser Mujina soll sich als Hofdame verkleiden und eine riesige Stofftasche mit sich herumtragen. Er habe großen Spaß daran, ahnungslose Spaziergänger damit zu beschäftigen, den Inhalt seiner Tasche erraten zu lassen (sie ist in Wirklichkeit leer). Der Fukuro-mujina ist eine figürliche Metapher für den Spruch „die Katze im Sack kaufen“.
In seiner Geschichte Mujina aus dem Jahr 1904 beschreibt Lafcadio Hearn einen Mujina in Gestalt einer bitterlich weinenden, jungen Frau, die den Protagonisten (einen hilfsbereiten und leichtgläubigen Händler aus Kyobashi) erschreckt: als der Mann die Frau anspricht, um sie zu trösten, dreht sie sich um und offenbart, dass sie gar kein Gesicht hat. Dieses gesichtslose Wesen fand später Eingang in die Folklore als Noppera-bō (野箆坊; „Mönch ohne Gesicht“).